# Jennie Nilsson
Pour les articles homonymes, voir Nilsson.
Jennie Nilsson, née le 25 janvier 1972 à Hylte, est une femme politique suédoise.

## Biographie
En 2001, elle est nommée présidente du conseil municipal de Hylte. Depuis 2006, elle est membre du Riksdag pour le comté de Halland.
Le 21 janvier 2019, elle est nommée Ministre des Affaires rurales de Suède. En raison de la crise gouvernementale de juin 2021, elle démissionne le 30 juin 2021 de son poste de ministre pour redevenir membre du Riksdag.